# Himalayacalamus hookerianus
Himalayacalamus hookerianus là một loài thực vật có hoa trong họ Hòa thảo. Loài này được (Munro) Stapleton mô tả khoa học đầu tiên năm 1993.